# 名探偵 神津恭介
『名探偵 神津恭介』（めいたんてい かみづきょうすけ）は、2014年から2015年までフジテレビ系で放送されたテレビドラマシリーズ。全2回。主演は片岡愛之助。
放送枠は「金曜プレステージ」（第1作）、「金曜プレミアム」（第2作）。

## キャスト

### レギュラー
神津恭介（かみづ きょうすけ）
演 - 片岡愛之助
協立大学文学部心理学科教授。5年前に亡くなった美和子の夫。箱根に別荘を持っている。
早乙女英美（さおとめ ひでみ）
演 - 水野真紀
トウコウ生命の調査室長。保険調査員。家族は小学3年生の息子・翔太がいる。
松下研三（まつした けんぞう）
演 - 藤井隆
第1作は推理小説家で第2作はルポライター。第四十五回現代ミステリー大賞新人賞受賞作家。神津の大学時代の後輩。第2作は山で転落し負傷する。その後、南条病院に入院。
篠原継雄（しのはら つぐお）
演 - 宇梶剛士
神奈川県警捜査一課の警部。神津に以前世話になったことがある。
古沢三郎（ふるさわ さぶろう）
演 - 里見浩太朗
法医学教授。美和子の父。美和子が亡くなって5年が経ち、娘婿の神津を再婚させようと縁談話を持ってくる。第2作は神津に神奈川県で見つかった「人骨の資料」を渡し調べてほしいと依頼する。

### ゲスト
第1作「影なき女」（2014年）
- 杉江千恵子（森島の秘書） - 岩崎ひろみ
- 沢村静香（女優） - 大路恵美
- 森島世津子（森島の後妻） - 小松みゆき
- 森島信太郎（森島興業 社長） - 大村波彦
- 浜田和重（森島興業 専務） - 大高洋夫
- 相良竜夫（相良不動産 社長・森島の甥） - 山中聡
- 久原諒一（宝石店「アンブローズ」外商部員） - 伊藤正之
- 大崎（神津の助手） - 片岡愛一郎
- 宝石店「アンブローズ」従業員 - 中山由紀
- 井上（協立大学 ゼミ生） - 平野潤也
- 天野（協立大学 ゼミ生） - 坂田真裕子
- 大村ハル（コウワビルの掃除婦） - たくみさよ
- 日下部廉治（画家・世津子の元恋人） - 沼田直也（ノンクレジット）

第2作「呪縛の家」（2015年）
- 倉橋土岐子（倉橋美容外科クリニック 広報・圭市郎の三女） - 前田亜季
- 菊川昇（倉橋美容外科クリニック 医師・土岐子の婚約者） - 姜暢雄（幼少期：阿由葉朱凌）
- 香取幸二（澄子の夫・倉橋グループの不動産を担当） - 加藤大祐
- 香取澄子（倉橋美容外科クリニック 医師・圭市郎の長女） - 月船さらら
- 倉橋烈子（モデルSAYA・圭市郎の次女） - 舞羽美海
- 杵築修（神奈川県警捜査一課 刑事） - 篠田光亮
- 木下昌子（中学校理科教師・圭市郎の愛人の子） - 安河内理恵
- 坂出徹（圭市郎の運転手） - 稲健二
- 菊川紗緒里（菊川の母） - たくませいこ
- 協立大学 ゼミ生 - 高島豪志、竹中義能
- 南条病院 看護師 - 大林佳奈子
- 信者B - 春日井順三
- 倉橋圭市郎（倉橋グループ 会長） - 寺田農
- 片岡愛一郎

## スタッフ
- 原作 - 高木彬光
- 脚本 - 土屋保文、入江信吾
- 監督 - 本田隆一
- 音楽 - 遠藤浩二
- VFX - クロフネプロダクト
- スタント - Gocoo
- 技術協力 - IMAGICA、ヴァンシャープ
- 照明協力 - 灯り屋
- 美術協力 - 東京美工
- スタジオ - 東映東京撮影所
- 編成企画 - 羽鳥健一（フジテレビ / 第1作）、成河広明（フジテレビ / 第2作）、清水麻利子（フジテレビ / 第2作）
- プロデューサー - 佐々木淳一（松竹）、足立弘平（松竹）、西麻美（松竹）
- 制作 - フジテレビ
- 制作協力 - 松竹撮影所東京スタジオ、松竹映像センター
- 制作著作 - 松竹

## 放送日程
| 話数 | 放送日        | サブタイトル | 原作                                         | 脚本     | 監督     |
| ---- | ------------- | ------------ | -------------------------------------------- | -------- | -------- |
| 1    | 2014年3月14日 | 影なき女     | 「影なき女」（「神津恭介、密室に挑む」所収） | 土屋保文 | 本田隆一 |
| 2    | 2015年7月10日 | 呪縛の家     | 「呪縛の家」                                 | 入江信吾 | 本田隆一 |